# Hwang Ji-man
Hwang Ji-man (kor. 황지만; * 8. Juli 1984) ist ein Badmintonspieler aus Südkorea.

## Karriere
Hwang begann Badminton zu spielen, als er in der Grundschule von Miryang war, und als er 17 Jahre alt war, wurde er ausgewählt, um das National Junior Team zu repräsentieren. Hwang spielte bei den Badminton-Weltmeisterschaften 2007 im Männerdoppel mit Lee Jae-jin. Sie  wurden in der dritten Runde von Candra Wijaya und Tony Gunawan, 21-17, 21-16 besiegt.
Hwang Ji-man gewann bei den Olympischen Sommerspielen 2008 Bronze im Doppel mit Lee Jae-jin. Bei Asienmeisterschaften sammelte er bisher drei Bronzemedaillen. Er gewann unter anderem die  Hungarian International, die German Open und die Thailand Open.

## Sportliche Erfolge
| Saison | Veranstaltung               | Disziplin    | Platz | Name                         |
| ------ | --------------------------- | ------------ | ----- | ---------------------------- |
| 2001   | Junioren-Asienmeisterschaft | Herrendoppel | 1     | Lee Jae-jin / Hwang Ji-man   |
| 2003   | Hungarian International     | Herrendoppel | 1     | Hwang Ji-man / Lee Jae-jin   |
| 2003   | Canada Open                 | Herrendoppel | 1     | Hwang Ji-man / Jung Hoon-min |
| 2003   | Canadian Open               | Mixed        | 1     | Hwang Ji-man / Lee Eun-woo   |
| 2005   | Smiling Fish                | Herrendoppel | 1     | Han Sang-hoon / Hwang Ji-man |
| 2006   | Thailand Open               | Herrendoppel | 2     | Lee Jae-jin / Hwang Ji-man   |
| 2006   | Asienmeisterschaft          | Herrendoppel | 3     | Hwang Ji-man / Jung Tae-keuk |
| 2006   | Macau Open                  | Herrendoppel | 3     | Hwang Ji-man / Lee Jae-jin   |
| 2007   | Thailand Open               | Herrendoppel | 1     | Lee Jae-jin / Hwang Ji-man   |
| 2007   | German Open                 | Herrendoppel | 1     | Lee Jae-jin / Hwang Ji-man   |
| 2008   | Olympia                     | Herrendoppel | 3     | Lee Jae-jin / Hwang Ji-man   |
| 2008   | All England                 | Herrendoppel | 2     | Lee Jae-jin / Hwang Ji-man   |
| 2008   | German Open                 | Herrendoppel | 1     | Lee Jae-jin / Hwang Ji-man   |
| 2009   | Asienmeisterschaft          | Herrendoppel | 3     | Hwang Ji-man / Han Sang-hoon |
| 2009   | All England                 | Herrendoppel | 2     | Han Sang-hoon / Hwang Ji-man |
| 2010   | Asienmeisterschaft          | Herrendoppel | 3     | Hwang Ji-man / Han Sang-hoon |